# تريفور باركس
تريفور باركس هو لاعب هوكي الجليد كندي، ولد في 13 مايو 1991 في فورت إيري في كندا.

## وصلات خارجية
- تريفور باركس على موقع دوري الهوكي الوطني (الإنجليزية)
- تريفور باركس على موقع EliteProspects.com (الإنجليزية)
- تريفور باركس على موقع HockeyDB.com (الإنجليزية)